# Société anonyme des Charbonnages du Bonnier
Pour les articles homonymes, voir Bonnier.

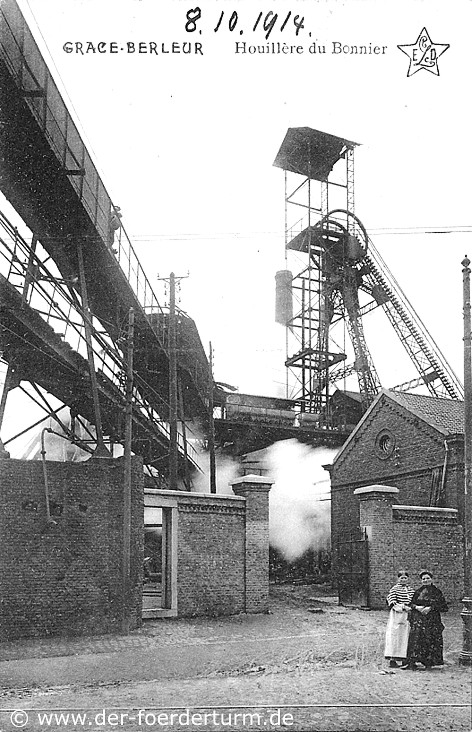
Entrée du charbonnage du Bonnier en 1914.

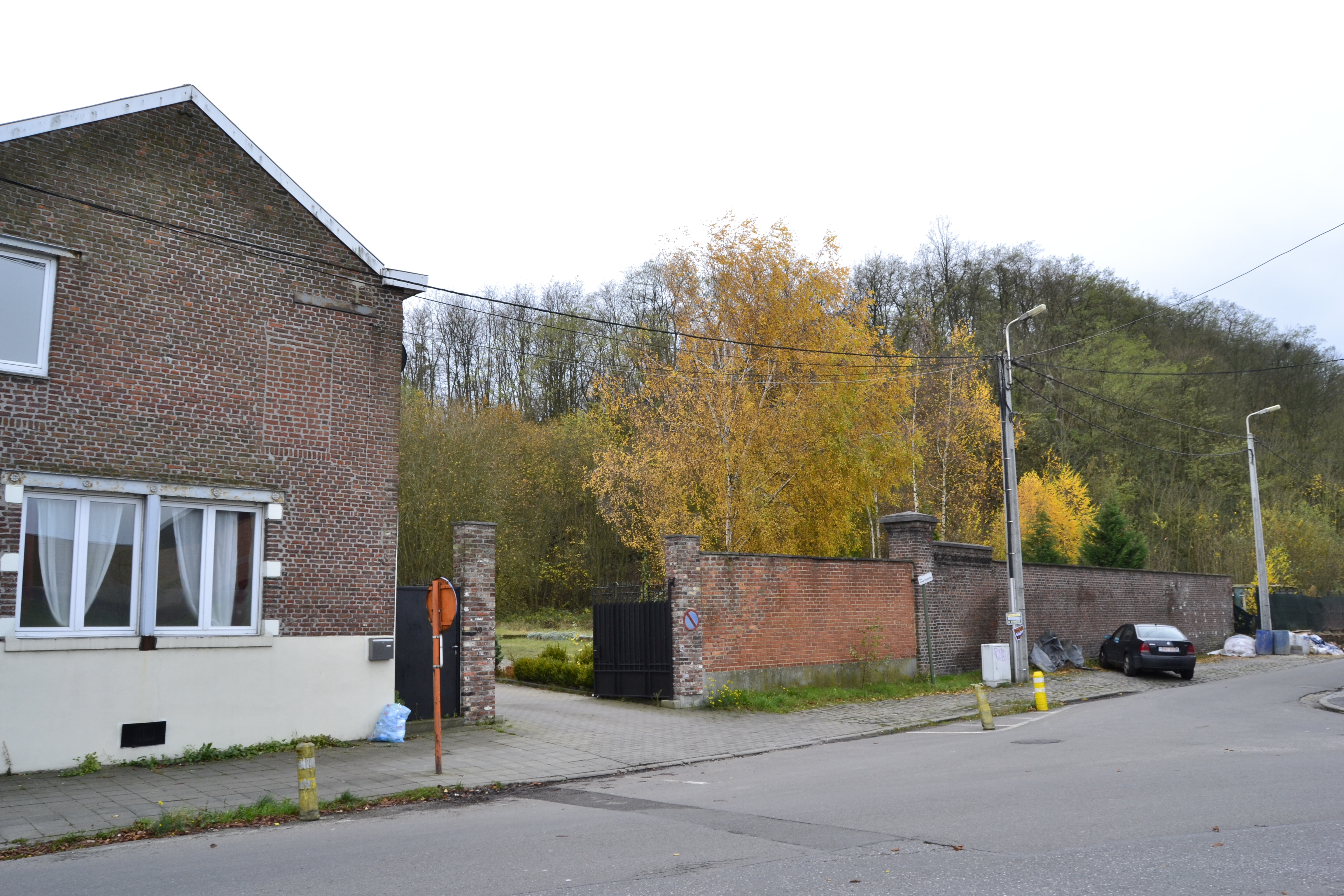
Le même endroit en 2012. Le mur à droite de l'entrée est le même, prolongé par un mur plus récent.

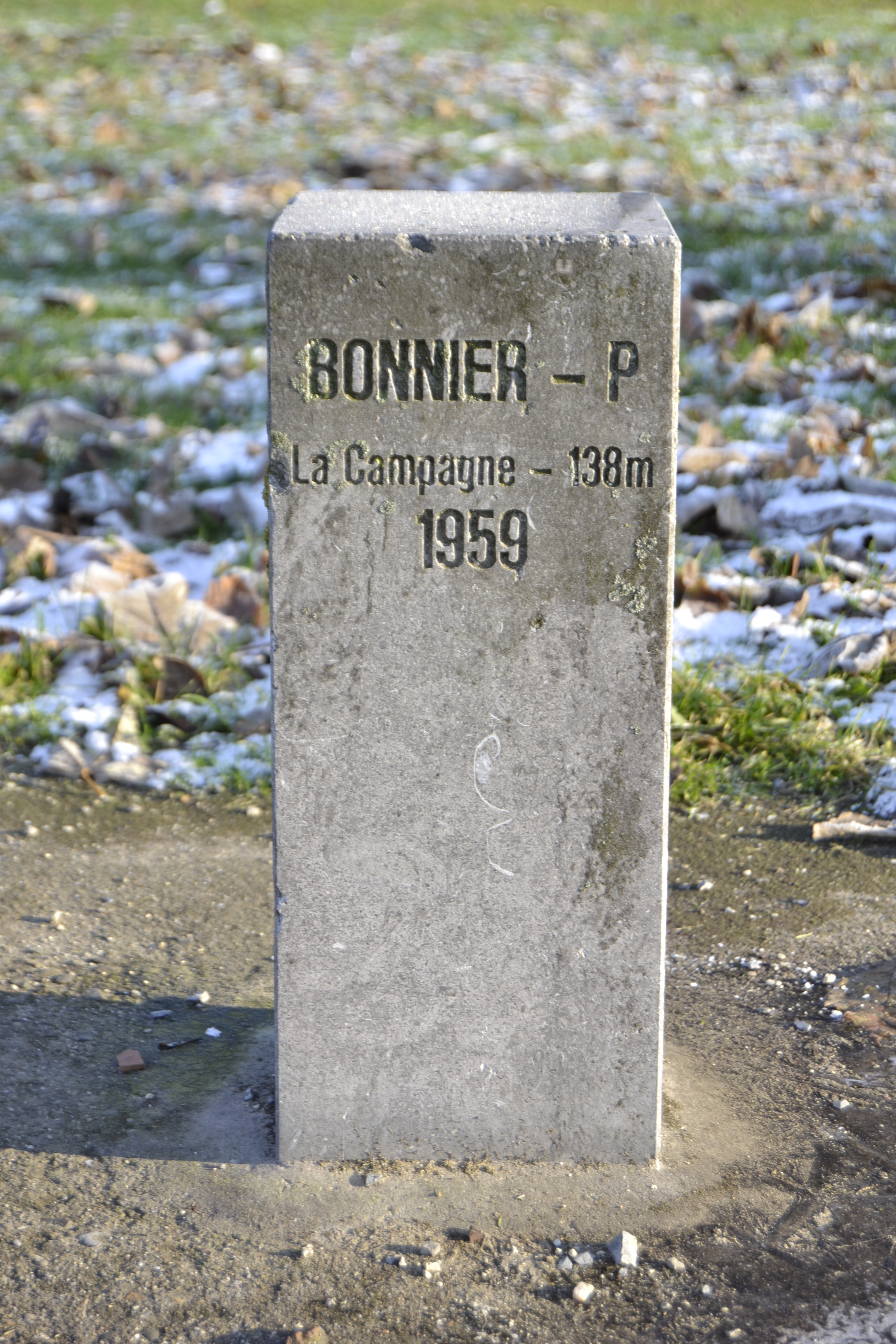
Tombe de la fosse La Campagne.

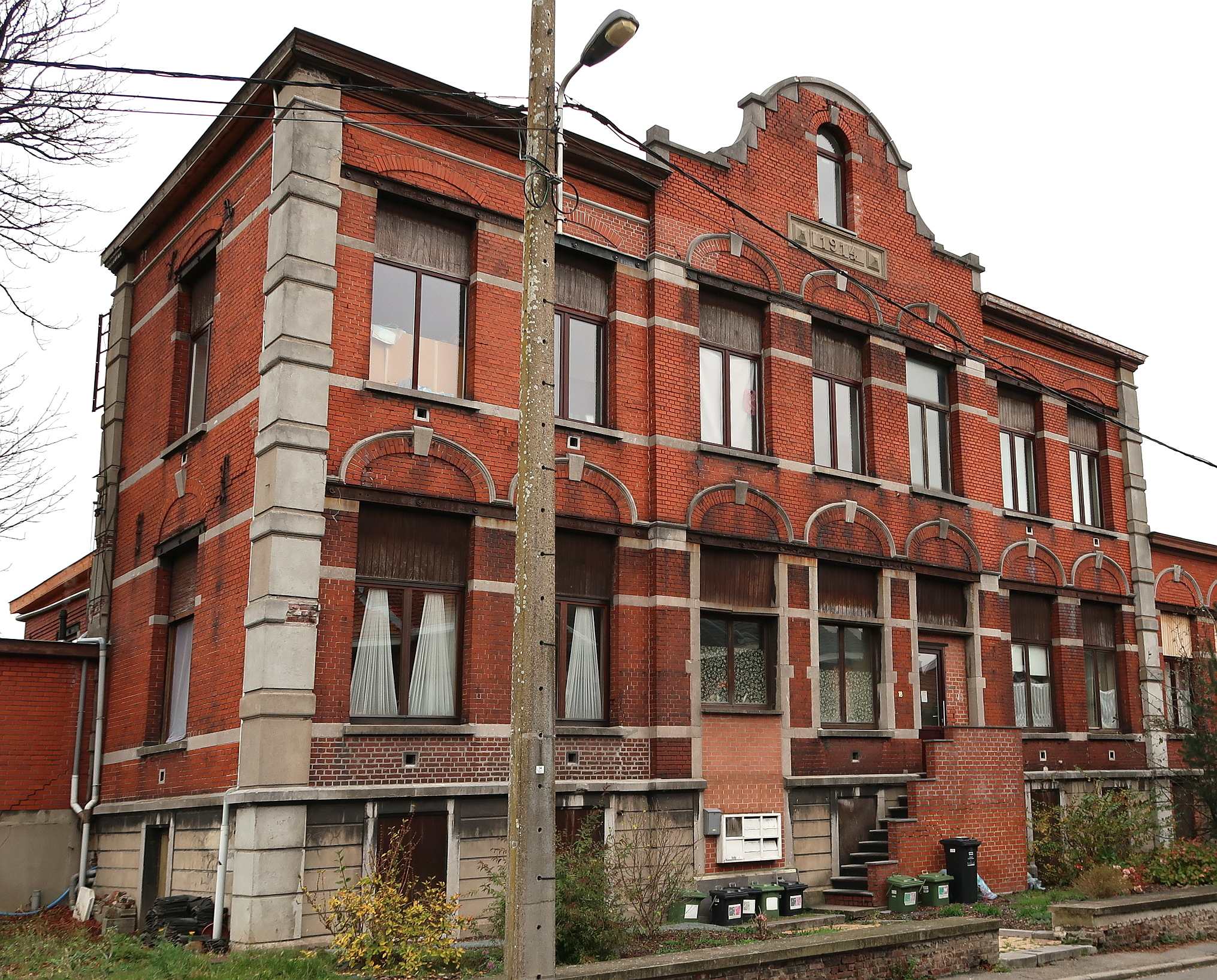
Ancien siège administratif du charbonnage.

La Société anonyme des Charbonnages du Bonnier est une ancienne société d'exploitation de charbonnages de la région belge de Liège. Sa concession d'activité se situait essentiellement sur un territoire au nord-ouest du centre de la ville, sur l'actuelle commune de Grâce-Hollogne,.
La concession se trouvait à l'ouest de celle des Charbonnages de l'Espérance et Bonne-Fortune, et au nord de celle des Charbonnages de Gosson-Kessales.

## Histoire
La Société des Charbonnages du Bonnier trouve son origine dans un acte de demande de concession sur base du nouveau droit français sur le territoire de la commune de Grâce-Berleur en 1802, qui fut suivie par une demande en 1817, à l'époque du royaume uni des Pays-Bas. Le tout n’empêchait pas l'exploitation sur base du régime juridique de l'Ancien Régime, où l'exploitation du sous-sol incombait au propriétaire du sol. Des demandes d'extensions complémentaires furent introduites en 1826 et 1829. 
La concession fut finalement accordée par arrêté royal le 20 novembre 1840. Celle-ci avait une superficie de 158 ha 55a 54ca. Une extension fut accordée en 1856.
La société opta fin du XIXe siècle pour la forme juridique de société anonyme.
La Société exploitait au début sa concession par les bures « Bonnier », « Bonaventure » et « Péry ». Seule cette dernière sera par après conservée. Un grand puits Bonnier  fut cependant creusé en 1906 à proximité du Péry, qui servit dorénavant à l'aération. 
L'installation d'une centrale électrique permit l'électrification de la production. Un nouveau lavoir fut installé en 1940.
Le 30 juillet 1950 se déroula à quelques centaines de mètres du charbonnage la fusillade mortelle de Grâce-Berleur, qui allait entraîner l'abdication de Léopold III de Belgique, et mettre un terme à la Question royale.
L'exploitation du charbonnage se clôturera définitivement le 31 janvier 1967.

## De nos jours

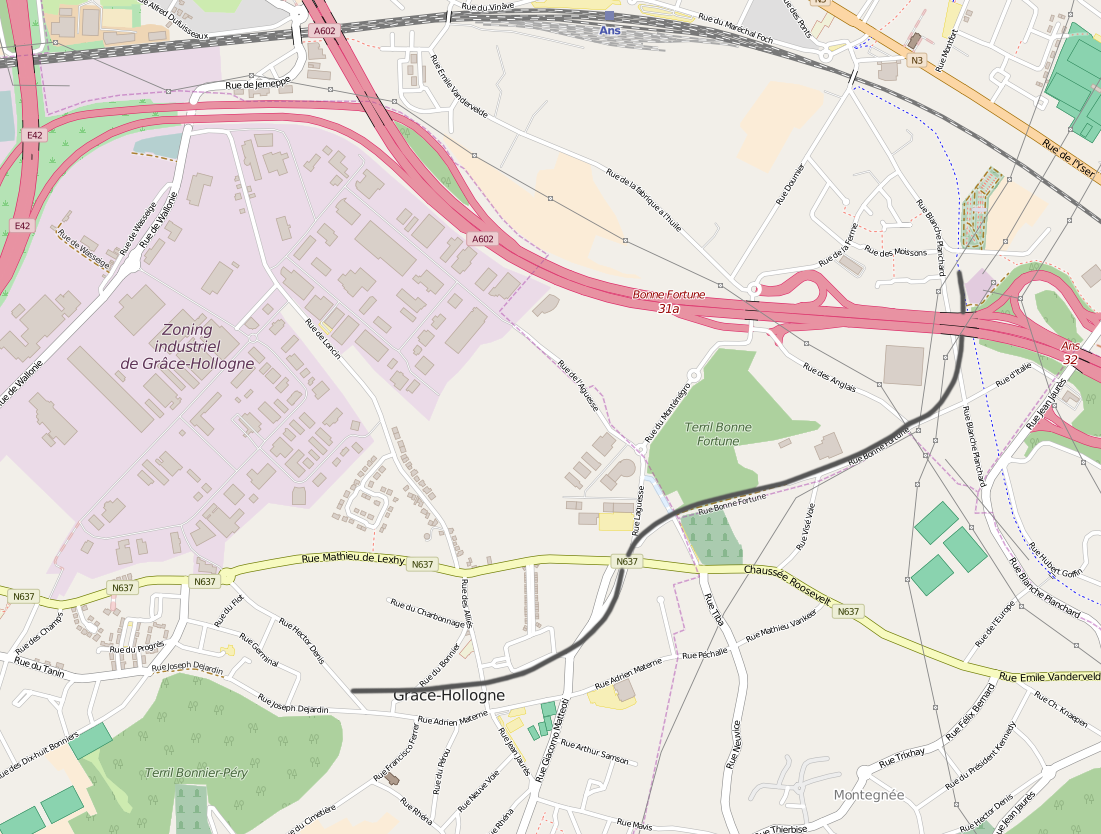
En noir l'ancienne voie de chemin de fer 33A. À son extrémité occidentale, le charbonnage du Bonnier

Le site des fosses est désormais propriété privée. Le terril situé à proximité est intact. En face se situe l'ancien siège social, dont le bâtiment est désormais divisé en plusieurs appartements. 
L'ancienne voie de chemin de fer (nl), qui desservait également le charbonnage de Bonne-Fortune et le Corbeau, a été démantelée.
Un projet urbanistique majeur sur le rerritoire du charbonnage en 2025 suscite la polémique.

## Géolocalisation approximative des anciens sites d'exploitation[1]
- Siège social : 50° 38′ 41″ N, 5° 30′ 02″ E
  - La Campagne : 50° 38′ 43″ N, 5° 29′ 07″ E
  - Péry - Bonnier : 50° 38′ 40″ N, 5° 29′ 59″ E

## Terrils[6],[7]
- Bonnier-Péry - 50° 38′ 38″ N, 5° 29′ 43″ E - (inexploité)

## Sources
- André De Bruyn, Anciennes Houillères de la région liégeoise, Liège, Dricot, 1988, 208 p. (ISBN 2-87095-058-6)
- Grace Hollogne Magazine, no 32, 2007
- Claude Gaier, Huit siècles de houillerie liégeoise, histoire des hommes et du charbon à Liège, Liège, Éditions du Perron, 1988, 261 p. (ISBN 2-87114-031-6)